# سامات سماكوف
سامات سماكوف (8 ديسمبر 1978 بسيماي في كازاخستان - ) هو لاعب كرة قدم كازاخستاني في مركز الدفاع. شارك مع منتخب كازاخستان لكرة القدم. أما مع النوادي، فقد لعب مع تشايكور ريزه سبور ونادي آكتوبه ونادي أستانا ونادي إيرتيش بافلودار ونادي روستوف ونادي كايرات وFC Zhenis ‏ وسبارتاك سيماي ‏.

## وصلات خارجية
- سامات سماكوف على موقع الاتحاد الأوربي (الإنجليزية)
- سامات سماكوف على موقع اتحاد تركيا (لاعب) (الإنجليزية)
- سامات سماكوف على موقع قاعدة بيانات كرة القدم.إي يو (الإنجليزية)
- سامات سماكوف على موقع ناشيونال فوتبول تيمز (الإنجليزية)
- سامات سماكوف على موقع Soccerway.com (الإنجليزية)
- سامات سماكوف على موقع عالم كرة القدم.نت (الإنجليزية)